# Brantadorna downsi
Brantadorna downsi är en utdöd fågel i familjen änder inom ordningen andfåglar. Den beskrevs 1963 utifrån fossila lämningar från pleistocen funna i Kalifornien i USA.